# Karavanke
Karavanke este o arie protejată (arie specială de conservare — SAC, sit de importanță comunitară — SCI) din Slovenia întinsă pe o suprafață de 23.090 ha, integral pe uscat.

## Localizare
Centrul sitului Karavanke este situat la coordonatele 46°23′09″N 14°24′00″E / 46.3859°N 14.4001°E.

## Înființare
Situl Karavanke a fost declarat sit de importanță comunitară în aprilie 2004 pentru a proteja 3 specii de plante și 6 specii de animale. Situl a fost protejat și ca arie specială de conservare în februarie 2012.

## Biodiversitate
Situată în ecoregiunea alpină, aria protejată conține 14 habitate naturale: Pajiști alpine și boreale, Tufărișuri cu Pinus mugo și Rhododendron hirsutum (Mugo-Rhododendretum hirsuti), Pajiști alpine și subalpine calcaroase, Formațiuni ierboase bogate în specii de Nardus, dezvoltate pe substraturi silicioase în zone montane (și în zone submontane, în Europa continentală), Fânețe montane, Izvoare petrifiante cu formare de travertin (Cratoneurion), Grohotișuri calcaroase și de șisturi calcaroase de la nivelul montan până la nivelul alpin (Thlaspietea rotundifolii), Grohotișuri medio-europene calcaroase, de la nivel colinar și montan, Pante stâncoase calcaroase cu vegetație casmofită, Păduri de fag Luzulo-Fagetum, Păduri pe pante, grohotișuri și ravene de Tilio-Acerion, Păduri ilirice de Fagus sylvatica (Aremonio-Fagion), Păduri de pin scoțian din Dolomiții dinarici (Genisto januensis-Pinetum), Păduri acidofile de Picea de la nivel montan la nivel alpin (Vaccinio-Piceetea).
La baza desemnării sitului se află mai multe specii protejate:
- plante (3): Campanula zoysii, papucul doamnei (Cypripedium calceolus), Gladiolus palustris
- mamifere (1): liliacul mic cu potcoavă (Rhinolophus hipposideros)
- nevertebrate (5): Austropotamobius torrentium, Carabus variolosus, erebia calcarius (Erebia calcaria), Rosalia alpina, Vertigo geyeri